# Phantastik
Phantastik, auch Fantastik, ist ein Genrebegriff, der in Fachkreisen sehr unterschiedlich definiert wird. Außerwissenschaftlich bezeichnet der Begriff „fantastisch“ alles, was unglaublich, versponnen, wunderbar oder großartig ist. Der Ursprung des Begriffs „phantastische Literatur“ ist ein Übersetzungsfehler: E. T. A. Hoffmanns Fantasiestücke in Callots Manier wurden 1814 als Contes „fantastiques“ ins Französische übersetzt, statt richtigerweise als Contes „de fantaisie“.
Im filmwissenschaftlichen Diskurs handelt es sich bei der Phantastik um ein Metagenre, das die Genres Science Fiction, Fantasy und Horror umfasst. In der Musik begegnet das Phantastische vor allem in der Oper der musikalischen Romantik.

## Definitionen der Phantastik
Die vielen von Literaturwissenschaftlern vorgeschlagenen Definitionen des Phantastischen lassen sich nach Uwe Durst grob in zwei Kategorien einteilen.

### Maximalistische Definition
Die maximalistische Definition umfasst alle erzählenden Texte, in deren fiktiver Welt die Naturgesetze missachtet werden. Der grundsätzliche Unterschied zum minimalistischen Ansatz besteht darin, dass ein Zweifel an der binnenfiktionalen Tatsächlichkeit des Übernatürlichen keine Rolle bei der Definition spielt.
Durst unterscheidet weiter in eine ahistorische und in eine historische Variante maximalistischer Genredefinition. Ahistorisch werden alle Texte dem Genre zugerechnet, die aus Sicht der heutigen Naturwissenschaft Naturgesetze missachten, also auch die Bibel (H. P. Lovecraft), antike Epen usw. (Harald Fricke). Die historische Variante bezeichnet hingegen nur solche Texte als phantastisch, die nach der Entstehung der realistischen Literaturkonvention (Anfang des 18. Jahrhunderts) entstanden sind und in deren zunächst realistischer Welt ein übernatürliches Ereignis stattfindet (Louis Vax, Roger Caillois). Beide Maximalismus-Varianten lassen sich in weitere Untergruppen differenzieren. So rechnet beispielsweise Marianne Wünsch der phantastischen Literatur auch Texte zu, in denen das übernatürliche Ereignis zuletzt realistisch hinwegerklärt wird, was von anderen Theoretikern abgelehnt wird.

### Minimalistische Definition
Die minimalistische Definition wurde erstmals durch den bulgarisch-französischen Strukturalisten Tzvetan Todorov vertreten. Nach Todorov ist das Phantastische (im Gegensatz zum Wunderbaren, wo das Übernatürliche zweifelsfrei vorliegt) durch die Unschlüssigkeit des impliziten Lesers bestimmt. Die binnenfiktionale Faktizität des Wunderbaren steht im Zweifel. Sobald der Text eine Entscheidung zugunsten einer realistischen oder wunderbaren Einordnung des Ereignisses herbeiführt, verlässt er den Bereich des Phantastischen. In verschiedenen Texten ist der Leser aufgrund divergierender, im Text gegebener Informationen bis zuletzt nicht imstande herauszufinden, ob das beschriebene Wunderbare intratextuell tatsächlich existiert oder auf einer Täuschung des Helden, auf einer Inszenierung durch Betrüger, Drogenkonsum, Wahnsinn o. dgl. beruht.
Todorovs Forschungslinie wurde u. a. durch Christine Brooke-Rose (1923–2012) und Thomas Wörtche fortgeführt. Wörtche hat Todorovs Unschlüssigkeitskriterium auf eine genaue erzähltheoretische Grundlage gestellt (makro- und mikrostrukturelle Destabilisierung der Erzählinstanz als inszenatorische Grundlage der phantastischen Ambivalenz). In neuerer Zeit ist vor allem der Strukturalist Uwe Durst mit einer konsequenten minimalistischen Theoriebildung hervorgetreten. Das naturwissenschaftlich basierte Kriterium des Übernatürlichen wird bei ihm durch das literarisch-konventionsbedingte Kriterium des Wunderbaren ersetzt, das dem Übernatürlichen in einem Verhältnis relativer Autonomie gegenübersteht. Den Vorteil des Minimalismus sieht Durst vor allem in der terminologischen Präzisierung, die auch eine exakte Beschreibung und Terminologisierung von Texten erlaubt, die im Zuge der Durchsetzung des minimalistischen Phantastik-Begriffs aus dem Genre ausgegrenzt und Nachbarkategorien zugeordnet werden.

## Wichtige Begriffe in der Phantastikdiskussion

### Riss
Das Bild des Risses geht auf eine vielzitierte Phantastikdefinition Roger Caillois’ zurück. Demnach offenbare sich im Phantastischen das „Übernatürliche wie ein Riß in dem universellen Zusammenhang. Das Wunder wird dort zu einer verbotenen Aggression, die bedrohlich wirkt und die Sicherheit der Welt zerbricht, in der man bis dahin die Gesetze für allgültig und unverrückbar gehalten hat. Es ist das Unmögliche, das unerwartet in einer Welt auftaucht, aus der das Unmögliche per definitionem verbannt worden ist“. Das von Caillois zusätzlich vertretene Angstkriterium (die Angst, die der reale Leser angeblich bei der Lektüre eines phantastischen Texts empfinde, bestimme den phantastischen Charakter des Texts) wurde in der literaturwissenschaftlichen Auseinandersetzung kontrovers diskutiert und ist heute wissenschaftlich überholt. So spottete etwa Todorov: Wenn man Caillois’ Ansichten ernst nehme, „dann müßte man daraus folgern, […] daß die Gattung eines Werkes von der Nervenstärke seines Lesers abhängt.“

### Realitätssystem
Der Begriff des Realitätssystems wurde von Uwe Durst 2001 in die Phantastikdiskussion eingebracht und bezeichnet die Organisation der Gesetze, die innerhalb einer fiktiven Welt gelten. Damit soll vor allem eine Abgrenzung zum außerliterarischen Begriff der Wirklichkeit hergestellt und die Eigengesetzlichkeit der literarischen Realitätsgesetze betont werden. Nach Durst ist das reguläre Realitätssystem (R) dasjenige System, das seine Verfahrensbedingtheit (und damit seine immanente Wunderbarkeit) verbirgt, um sich den Anschein einer Identität mit der außerliterarischen Wirklichkeit zu geben. So werden etwa in realistischen Texten die verfahrensimmanente Wunderbarkeit eines allwissenden Erzählers oder die pan-deterministische Kausalität symbolischer Ordnungen konventionskonform verheimlicht. Das wunderbare Realitätssystem (W) erlaubt hingegen das offene Inerscheinungtreten wunderbarer Ereignisse (Hellseherei, Unsichtbarkeit, Unsterblichkeit, Vampirismus etc.). Diese Wunderbarkeit ist entweder intratextuell (im Text selbst, also durch den Erzähler oder handelnde Figuren) oder intertextuell markiert (die Wunderbarkeit wird durch die realitätssystemische Differenz zu realistischen Texten offensichtlich). In Dursts Modell befindet sich das Phantastische zwischen dem Bereich des R und dem des W: Die Formulierung eines kohärenten Realitätssystems ist hier unmöglich. Das Phantastische ist somit ein Nichtsystem (N), das sich aus der gegenseitigen Negation der Systeme R und W ergibt.

### Systemsprung
Auch der Begriff des Systemsprungs geht auf die Arbeiten Uwe Dursts zurück. Er bezeichnet damit den Wechsel des Realitätssystems innerhalb eines literarischen Texts und damit dessen Sprung von einer Spektrumsseite zur anderen. Derartige Texte nennt Durst mobil, Texte ohne Systemsprung immobil. Als Beispiel führt er Lewis Carrolls Erzählung Alice im Wunderland an. Der Text wechselt von einem regulären (Alice und Cecilia beim Picknick) über ein wunderbares (Alice folgt dem weißen Kaninchen ins Wunderland) wieder zurück in ein reguläres Realitätssystem (Alice erwacht aus ihrem Traum). Zur Terminologisierung entwickelt Durst eine Formelschreibweise, in der er das endgültig etablierte Realitätssystem der syntagmatischen Abfolge realitätssystemischer Zustände innerhalb des Textes gegenüberstellt (im genannten Beispiel: R = R + W + R). Das Konzept des Systemsprungs eröffnet u. a. Fragestellungen zur genregerechten Einordnung systemspringender Texte, die letztlich ein reguläres Realitätsystem etablieren.

### Sequentielle Lücke
Hans Dieter Zimmermann hat einen Ansatz für eine Theorie des Wunderbaren entwickelt, das er auf sequentielle Lücken zurückführt: In einer Handlungslinie fehlt ein notwendiges Element, die Handlung findet aber dennoch statt, was das Wunderbare generiert (Hindurchtreten durch eine Wand, ohne vorher eine Tür zu schaffen). Zimmermanns Ansatz ist von Durst ausgebaut worden. Seit 2007 unterscheidet er drei Typen sequentieller Lücken: syntagmatisch-subtraktive (wie bei Zimmermann; in einer Handlung fehlt ein unverzichtbares Element), syntagmatisch-additive (zwei Handlungen werden zu einer einzigen Handlungseinheit erklärt, Pan-Determinismus: das Zersägen eines Schmuckringes tötet deren Besitzerin) und paradigmatische (eine ganze Handlung ist aus dem Paradigma möglicher Handlungen getilgt und damit unmöglich geworden, z. B. das Führen eines Krieges in einer utopischen Welt). Zumal auch in realistischen Texten sequentielle Lücken vorkommen, die geradezu eine Bedingung des Erzählens bilden, ist die Theorie sequentieller Lücken ein zentraler Baustein in Dursts These, dass die phantastische Literatur eine Bloßlegung der immanenten Wunderbarkeit der Narration betreibe und somit nicht der Vampir, sondern die Unmöglichkeit des Erzählens selbst das eigentliche Thema der Phantastik sei.

## Phantastik nach minimalistischer Definition

### Verfahren
Um die Unschlüssigkeit des Lesers zu erreichen, werden im Text Verfahren angewandt, die die Erzählinstanz destabilisieren (die Autorität des Erzählers als Garant der erzählten Welt zerrütten). Wörtche unterscheidet zwischen makro- und mikrostrukturellen Destablisierungsverfahren. Erstere liegen vor, wenn mehrere Erzähler (evtl. Figuren) einander widersprechen, der Lüge oder der Unzurechnungsfähigkeit verdächtig machen (wie in Theodor Storms Der Schimmelreiter). Ein mikrostrukturelles Verfahren ist gegeben, wenn die Aussagen eines einzelnen Erzählers in dessen eigener Rede angezweifelt werden, z. B. durch Modalisation („es schien mir“) oder grammatische Zerrüttung (wie in Hanns Heinz Ewers’ Die Spinne). Jemand, der seine eigene Sprache nicht vollständig unter Kontrolle hat, hat vielleicht auch die Kontrolle über seinen Geist verloren. In diesem Zusammenhang sind auch Beteuerungen, nicht verrückt zu sein, zu nennen (wie in Edgar Allan Poes Das verräterische Herz).

### Vertreter und Beispielwerke
- E. T. A. Hoffmann (1776–1822): Der goldene Topf
- Joseph von Eichendorff (1788–1857): Das Marmorbild
- Mary Shelley (1797–1851): Frankenstein
- Edgar Allan Poe (1809–1849): Das verräterische Herz
- Theodor Storm (1817–1888): Der Schimmelreiter
- Jules Verne (1828–1905): Die Eissphinx
- Kurd Laßwitz (1848–1910): Homchen
- Guy de Maupassant (1850–1893) Der Horla
- Paul Scheerbart (1863–1915): Lesabéndio. Ein Asteroiden-Roman.
- William Wymark Jacobs (1863–1943): Die Affenpfote
- Herbert George Wells (1866–1946): Die Zeitmaschine
- Hanns Heinz Ewers (1871–1943): Die Spinne
- Alfred Kubin (1877–1959): Die andere Seite
- Franz Kafka (1883–1924): Die Verwandlung
- Howard Phillips Lovecraft (1890–1937): Die Musik des Erich Zann
- J. R. R. Tolkien (1892–1973): Das Silmarillion
- Clark Ashton Smith (1893–1961): Des Magiers Wiederkehr
- Alexander Lernet-Holenia (1897–1976): Der Baron Bagge
- Jorge Luis Borges (1899–1986): Das Sandbuch
- Robert Ervin Howard (1906–1936): Conan der Cimmerier
- Marlen Haushofer (1920–1970): Die Wand
- Stanisław Lem (1921–2006): Solaris
- Arkadi und Boris Strugazki (1925–1991 und 1931–2012): Picknick am Wegesrand (verfilmt als Stalker)
- Michael Ende (1929–1995): Die unendliche Geschichte
- Stephen King (* 1947): Der Fornit
- Haruki Murakami (* 1949): Hard-Boiled Wonderland und das Ende der Welt
- Alban Nikolai Herbst (* 1955): Thetis. Anderswelt
- Neil Gaiman (* 1960): Niemalsland
- Christian Kracht (* 1966): Ich werde hier sein im Sonnenschein und im Schatten

## Politische Aspekte

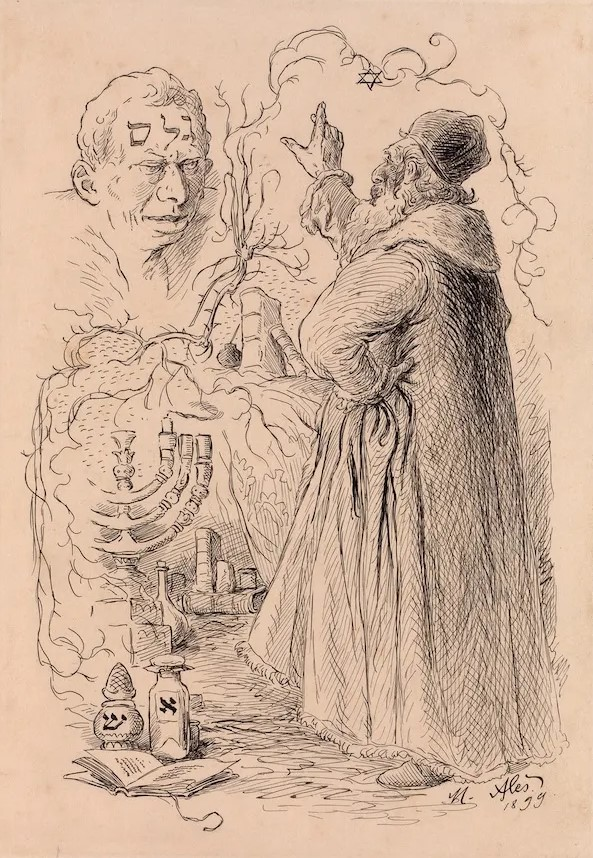
Rabbi Löw und der Golem, Illustration von Mikoláš Aleš 1899

Unter dem Alfred Kubin entlehnten programmatischen Titel Ja, mein Lieber, wir sind konservativ verweist der Germanist Peter Cersowsky auf vielfältige Bezüge und Parallelen zwischen phantastischer Literatur und politisch konservativen bzw. rechten Positionen wie grundsätzlicher Politikferne und Schicksalsgläubigkeit. Als frühes Beispiel nennt er Edmund Burke, den Begründer des Konservatismus, der mit seinen ästhetischen Betrachtungen zentral an der Gothic Novel und Schauergeschichte des 18. und 19. Jahrhunderts mitwirkte; genauso nennt Cersowsky die 1904 erfolgte Herausgabe und Übersetzung der Werke von Edgar Allan Poe in Deutschland durch Arthur Moeller van den Bruck (einen zentralen Vertreter der Konservativen Revolution) als Auftakt zu einer vorher nie gesehenen Fülle an Fantastischer Literatur in Deutschland. Eine parallel laufende Vielzahl technischer Utopien, vom Roboter über das Atlantropa-Projekt bis hin zu den Raumfahrtbüchern Hermann Oberths, sind mit der technisch orientierten Phantastik bzw. frühen Science-Fiction eng verbunden.
Cersowsky sieht in dieser Hinsicht eine Kontinuität über die 1920er Jahre hinaus; denn (humorig) „als die Revolution ausblieb, legten die 68er ihren Lukács beiseite und vertrieben sich die Zeit mit Lovecraft.“ Dennoch kommt Cersowsky nicht zu dem Schluss, Phantastik sei notwendig reaktionär.
Anders Lars Gustafsson, der die Phantastik am Beispiel Lovecrafts als grundlegend reaktionär sieht – und Hochzeiten von Phantastik (und Esoterik) verbunden mit gesellschaftlichem Rückschritt; Lothar Baier wie Peter Cersowsky widersprechen dieser These und nennen demgegenüber das Element der Grenzüberschreitung, des Risses und der Utopie als potentiell emanzipatorisch und als ein Vehikel von gesellschaftlicher wie technischer Innovation.

## Sekundärliteratur
- Ulf Abraham: Fantastik in Literatur und Film. Eine Einführung für Schule und Hochschule. Berlin 2012.
- Lucie Armitt: Fantasy fiction: an introduction. Continuum, New York 2005, ISBN 0-8264-1685-3.
- Neil Cornwell: The literary fantastic: from Gothic to postmodernism. Harvester Wheatsheaf, New York 1990, ISBN 0-7108-1376-7.
- Uwe Durst: Theorie der phantastischen Literatur. Aktualis., korr. u. erw. Neuausg. Lit, Berlin 2007, ISBN 978-3-7720-2766-6.
- Uwe Durst: Das begrenzte Wunderbare: Zur Theorie wunderbarer Episoden in realistischen Erzähltexten und in Texten des Magischen Realismus. Lit, Berlin 2008, ISBN 978-3-8258-1531-8.
- Manfred Engel: Geburt der phantastischen Literatur aus dem Geiste des Traumes? Traum und Phantastik in der romantischen Literatur. In: Christine Ivanović, Jürgen Lehmann, Markus May (Hrsg.): Phantastik – Kult oder Kultur? Aspekte eines Phänomens in Kunst, Literatur und Film. Metzler, Stuttgart / Weimar 2003, ISBN 3-476-45277-8, S. 153–170.
- Jens Malte Fischer: Literatur zwischen Traum und Wirklichkeit. Wetzlar 1998.
- Marco Frenschkowski: Phantastik. In: Gert Ueding (Hrsg.): Historisches Wörterbuch der Rhetorik. Darmstadt: WBG 1992ff., Bd. 10 (2011), Sp. 886–900.
- Marco Frenschkowski: Ist Phantastik postreligiös? Religionswissenschaftliche Beiträge zu einer Theorie des Phantastischen. In: Clemens Ruthner, Ursula Reber u. Markus May (Hrsg.), Nach Todorov. Beiträge zu einer Definition des Phantastischen in der Literatur. Tübingen: Francke 2006, 31–51.
- Rolf Giesen: Lexikon des phantastischen Films. 2 Bände. Frankfurt am Main / Berlin / Wien 1984.
- Rolf Giesen: Der phantastische Film. Zur Soziologie von Horror, Science-Fiction und Fantasy im Kino. 2 Bände. Schondorf am Ammersee 1980.
- Gerhard Haas: Struktur und Funktion der phantastischen Literatur. In: Wirkendes Wort. 1978, Heft 5, S. 340–356.
- Christian Heger: Kindern von Kindern erzählen. Kindlichkeit als phantastische Erzählkategorie in Literatur und Film. In: Ders.: Im Schattenreich der Fiktionen: Studien zur phantastischen Motivgeschichte und zur unwirtlichen (Medien-)Moderne. AVM, München 2010, ISBN 978-3-86306-636-9, S. 86–106.
- Martin Horstkotte: The postmodern fantastic in contemporary British fiction. WVT, Trier 2004, ISBN 3-88476-679-1. (=Horizonte; 34)
- W.R. Irwin: The game of the impossible: a rhetoric of fantasy. University of Illinois Press, Urbana 1976, ISBN 0-252-00587-2.
- Rosemary Jackson: Fantasy: the literature of subversion. Methuen, London 1981, ISBN 0-416-71170-7.
- S. T. Joshi, Stefan Dziemianowicz: Supernatural Literature of the World An Encyclopedia. (Drei Bände), Greenwood Press, 2005, ISBN 0-313-32774-2.
- Joachim Körber: Bibliographisches Lexikon der utopisch-phantastischen Literatur. Corian, Meitingen 1985 ff. (Loseblattwerk in Fortsetzungen).
- E. Schenkel, W. F. Schwarz u. a. (Hrsg.): Die magische Schreibmaschine. Aufsätze zur Tradition des Phantastischen in der Literatur. Vervuert, Frankfurt a. M. 1998, ISBN 3-89354-268-X, S. 327–385.
- Stanisław Lem: Tzvetan Todorovs Theorie des Phantastischen. In: Zondergeld, R.A. (Hrsg.), Phaïcon : Almanach der phantastischen Literatur 1. Frankfurt a. M. 1974, ISBN 3-458-01769-0, S. 92–122.
- Florian Marzin: Die phantastische Literatur: eine Gattungsstudie. Lang, Frankfurt a. M. 1982, ISBN 3-8204-7156-1.
- Dieter Petzold: Fantasy in Film und Literatur. Winter, Heidelberg 1996, ISBN 3-8253-0414-0.
- Sanna Pohlmann: Phantastisches und Phantastik in der Literatur. Zu phantastischen Kinderromanen von Astrid Lindgren. Johannes Herrmann J&J-Verlag, Wettenberg 2004, ISBN 3-937983-00-7.
- Marco Prestel: Wundersame Wirrnis. Eine Einführung in die Theorie der phantastischen Kinder- und Jugendliteratur und die Poetik der Fantasy. In: Kinderliterarische Mythen-Translation. Zur Konstruktion phantastischer Welten bei Tove Jansson, C.S. Lewis und J.R.R. Tolkien. Hrsg. v. Gunda Mairbäurl, Ingrid Tomkowiak, Ernst Seibert u. Klaus Müller-Wille. Praesens Verlag: Wien 2013, S. 25–54, ISBN 978-3-7069-0717-0.
- Eric S. Rabkin: The fantastic in literature. Princeton University Press, Princeton 1976, ISBN 0-691-06301-X.
- Frank Rainer Scheck (Hrsg.), Priester des Todes. Deutsche Phantastik aus dem Geist der Dekadenz. Blitz Verlag, Windeck 2011, ISBN 978-3-89840-279-8, insbesondere die Einleitung des Herausgebers.
- Gary Gerani, Paul H. Schulman: Fantastic Television. New York 1977.
- Annette Simonis: Grenzüberschreitungen in der phantastischen Literatur: Einführung in die Theorie und Geschichte eines narrativen Genres. Winter, Heidelberg 2005, ISBN 3-8253-5021-5.
- Simon Spiegel: Theoretisch phantastisch. Eine Einführung in Tzvetan Todorovs Theorie der phantastischen Literatur. p.machinery, Murnau 2010, ISBN 978-3-942533-12-6.
- Jörn Steigerwald: Die fantastische Bildlichkeit der Stadt. Zur Begründung der literarischen Fantastik im Werk E.T.A. Hoffmanns. Würzburg: Königshausen & Neumann 2001 (Reihe der Stiftung für Romantikforschung XIV), ISBN 3-8260-2010-3.
- Jörn Steigerwald: The fairy tale, the fantastic tale. In: Romantic Prose Fiction. (Comparative history of literatures in European languages) Hrsg. v. Gerald Gillespie/Manfred Engel/Bernard Dieterle. Amsterdam/Philadelphia 2008, S. 325–344.
- Christian W. Thomsen, Jens Malte Fischer (Hrsg.): Phantastik in Literatur und Kunst. Wissenschaftliche Buchgesellschaft, Darmstadt 1985, ISBN 3-534-08293-1.
- Tzvetan Todorov: Einführung in die fantastische Literatur. Übers. aus dem Französischen von Karin Kersten, Senta Metz, Caroline Neubaur. S. Fischer, Frankfurt a. M. 1992, ISBN 3-548-03191-9. (Original: Introduction à la littérature fantastique. Paris 1970)
- Thomas Wörtche: Phantastik und Unschlüssigkeit: Zum strukturellen Kriterium eines Genres. Untersuchungen an Texten von Hanns Heinz Ewers und Gustav Meyrink. Corian, Meitingen 1987, ISBN 3-89048-113-2. (=Studien zur phantastischen Literatur; 4)
- Marianne Wünsch: Die Fantastische Literatur der Frühen Moderne (1890–1930). Definition, denkgeschichtlicher Kontext, Strukturen. Fink, München 1991, ISBN 3-7705-2643-0.
- Rein A. Zondergeld (Hrsg.): Phaïcon. Almanach der phantastischen Literatur. 5 Bände, Frankfurt a. M. 1974, 1975, 1978, 1980, 1982.
- Rein A. Zondergeld: Lexikon der phantastischen Literatur. Frankfurt a. M. 1983; erweiterte Neufassung (zusammen mit Holger E. Wiedenstried), Stuttgart 1998.
- Rein A. Zondergeld (Hrsg.): Schattenspiel. Phantastische Erzählungen aus dem Dritten Reich. Karolinger Verlag, Wien 2008, ISBN 978-3-85418-129-3. (darin vor allem das Nachwort des Hrsg.)